# James Vowles
James Vowles, né le 20 juin 1979 à Felbridge (Sussex de l'Ouest, Angleterre), est un ingénieur britannique de Formule 1.
Essentiel dans la campagne de Brawn GP Formula One Team vers les deux titres mondiaux en 2009, il a été le stratège en chef de l'écurie Mercedes-AMG Petronas Formula One Team de 2010 à 2023, associé aux huit titres constructeurs et sept sacres pilotes obtenus par l'équipe allemande. Il devient, en 2023, directeur (Team Principal) de l'écurie Williams Racing, succédant à Jost Capito.

## Études
James Vowles étudie à l'École internationale de Genève, où il obtient son diplôme en 1997. Durant cette période, il devient bilingue en français. Il poursuit son cursus à l'Université d'East Anglia, où il est diplômé en informatique en 2000[réf. nécessaire] ; il poursuit par un master en ingénierie et gestion du sport automobile de l'Université de Cranfield en 2001[réf. nécessaire].

## Carrière
Vowles commence sa carrière en Formule 1 en tant qu'ingénieur chez British American Racing basée à Brackley, qui devient Honda Racing F1 Team. Il est promu stratège de course chez Brawn GP Formula One Team après que l'équipe Honda a été sauvée par son directeur Ross Brawn qui la rachète avec plusieurs associés. 
Il joue un rôle déterminant en 2009, quand l'écurie gagne le championnat du monde des constructeurs et celui des pilotes avec Jenson Button. James Vowles reste à Brackley après le rachat de Brawn GP par Mercedes en 2010. 
Avec Mercedes, comme directeur de la stratégie aux côtés de Toto Wolff, il participe, à partir de 2014, à l'obtention de huit titres constructeurs et sept titres pilotes. À 43 ans, Vowles a supervisé près de 120 victoires en Formule 1. 
Le 13 janvier 2023, Williams Racing annonce que James Vowles va prendre la tête de l'écurie, en remplacement de Jost Capito.